# Indoor soccer
Indoor soccer, arena soccer o showbol è un gioco di squadra, genericamente affine al calcio a 5, che si pratica con un pallone sferico su un campo simile a quello dell'hockey su ghiaccio, ovvero rettangolare con angoli stondati.
Tale gioco non ha né una federazione di riferimento né regole univoche; tra le poche norme comuni ai vari soggetti che lo praticano figura quella di sei elementi per squadra.

## Storia
Vari tentativi di creare una versione indoor del calcio furono effettuati in varie parti del mondo, a partire dal suo luogo d'origine, l'Inghilterra.
In Sudamerica si diffuse in Uruguay, dando poi negli anni 1930 origine al calcio a 5.
Negli Stati Uniti d'America il calcio aveva sin dalle sue origini difficoltà ad imporsi a causa della concorrenza con sport più radicati come il baseball, il football americano ed il basket; solo a partire dal 1968 nacquero i primi campionati professionistici locali, la USA e la NPSL che poi l'anno seguente diedero origine alla NASL. Proprio la NASL organizzò nel 1971 il primo campionato indoor per riempire il vuoto sportivo della pausa invernale: il torneo, che univa alcune regole del calcio con quelle dell'hockey, venne vinto dal Dallas Tornado ma non ebbe immediato seguito.
Il successo dell'indoor soccer è da attribuire alla tournée effettuata dalla selezione di calcio dell'Armata Rossa sovietica che, nel febbraio 1974 affrontò dapprima una selezione All-Star della NASL e poi i campioni in carica NASL del Philadelphia Atoms. Nonostante le sconfitte subite, il successo di pubblico e di critica indusse la NASL a creare un vero e proprio campionato indoor per le stagioni 1975 e 1976.
Dopo altri due mini tornei ad inviti nel 1978 e 1979, la nascita nel 1978 di una lega concorrente, la MISL, spinse definitivamente la NASL a organizzare regolari campionati indoor nella stagione invernale, fino al proprio fallimento nel 1984. Nello stesso anno nacque la AISA, un'altra lega di calcio indoor che nel 1990 avrebbe assunto il nome di NPSL.
Dagli anni 1990 agli anni 2010 si sono succedute numerose leghe di calcio indoor, sino alla nascita nel 2008 della Major Arena Soccer League che si è imposta come principale campionato professionistico di indoor soccer.

## Regole

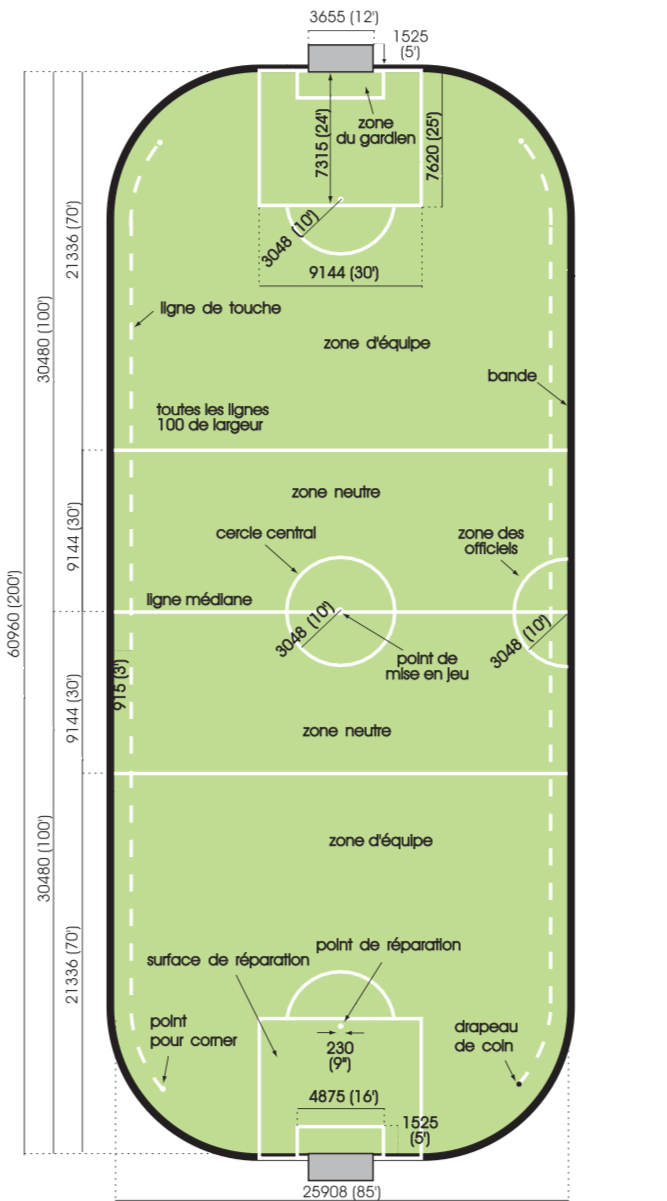
Schema di un campo di indoor soccer

Le regole di questo gioco possono variare in base alla regione geografica e all'organizzatore del torneo, ma prevedono sempre due squadre di sei giocatori che si affrontano in un campo delimitato da un recinto.
La variante più diffusa è quella praticata nei campionati professionistici nordamericani, che prevede le seguenti regole:
- il campo è di forma ovale e misura 61 metri di lunghezza e 26 di larghezza, come i campi di hockey su ghiaccio da cui vengono ricavati quelli per l'indoor soccer;
- le gare durano 60 minuti divisi in quattro tempi da 15, in caso di parità sono previsti altri tempi supplementari da 15 minuti con la regola del golden goal;
- se la palla intercetta i muri laterali il gioco prosegue, il gioco viene interrotto soltanto se la palla tocca il tetto o scavalca i muri laterali;
- non esiste la regola del fuorigioco;
- sono consentite sostituzioni in numero illimitato, e lo stesso giocatore può entrare e uscire più volte, le sostituzioni avvengono durante il gioco senza la sua interruzione.